# Даніель Мруз
Дані́ель Мруз (пол. Daniel Mróz; 3 лютого 1917, Краків — 21 січня 1993, Краків) — польський художник, карикатурист, ілюстратор, сценограф; член товариства художників «Краківська група».

## Життєпис

### Дитинство
Батько Даніеля, досить відомий польський журналіст Станіслав Мруз, працював у єдиній багатотиражній газеті довоєнної Польщі Ilustrowany Kurier Codzienny («Ілюстрований щоденний кур'єр») або скорочено IKC. Даніель з дитинства був знайомий зі специфікою журналістської професії, оскільки часто приходив з батьком до редакції тижневика «У світі широкому» (Na Szerokim Świecie), який видавався через концерн IKC і в якому його батько обіймав посаду літературного (фактично — головного) редактора. Ровесниця Даніеля — Барбара Вінклова — так згадує ті часи:
…через стіну від нас мешкав пан редактор Мруз, високий та міцний чолов'яга, разом із двома своїми синами — Даніелем та Сократом, яких мені часто ставили за приклад…

### Юність і роки навчання
Іспити на атестат зрілості Даніель склав екстерном, тому що не зміг «вписатися» у жорсткі гімназійні правила. Ставши студентом Державної вищої школи образотворчого та декоративно-прикладного мистецтва в Кракові (Państwowej Szkole Sztuk Zdobniczych i Przemysłu Artystycznego w Krakowie), він провчився там два роки — до початку Другої світової війни та окупації Польщі. Під час війни митець втратив обох батьків: мати померла в 1940 році, невдовзі після арешту батька гестапівцями, а батько загинув у концентраційному таборі Аушвіц-Біркенау в лютому 1941 року. У ті скрутні часи Даніель не цурався будь-якої роботи: працював носієм, нічним сторожем тощо.
Після закінчення Другої світової війни в 1946 році Мруз продовжив навчання у Краківській вищій школі прикладних мистецтв. Одним із його викладачів був Мар'ян Еїле (Marian Eile), який згодом запросив талановитого студента працювати в тижневику «Перекрій» (Przekrój). Диплом із відзнакою за спеціальністю «Сценографія» Даніель отримав у1952 р., а за спеціальністю «Графічне мистецтво» — в 1953 р.

### Творчість
Із липня 1951по 1978 рік Даніель Мруз був штатним карикатуристом сатиричного краківського журналу «Перекрій», а обкладинки для нього продовжував малювати до кінця своїх днів. Саме під час роботи в «Перекрої» у митця сформувався власний самобутній стиль графічного рисунка і завдяки цьому невдовзі він увійшов до кола найвідоміших польських художників, які створювали комікси. Малюнки Мруза вирізнялися незвичайними сюжетами й моторошним гумором і були настільки самодостатніми, що досить часто з'являлися без тексту-супроводу.
Крім того, художник плідно займався книжковою графікою (обкладинки, ілюстрації, типографічні проекти), сценографією, мистецтвом плаката. Співпрацював з газетами «Зебра» (Zebra), що на початках називалася «Чорним по білому» (Czarno na białym), «Ти і я» (Ty i Ja), «Юний технік» (Młody Technik).
Перші книжкові ілюстрації Мруза з'явилися в 1953 році. Загалом він проілюстрував понад 50 книг, у тому числі «Кіберіаду» (Cyberiada) та «Казки роботів» (Bajki robotów) Станіслава Лема, а також твори Франца Кафки, Славоміра Мрожка, Жуля Верна, Мацея Кучинського. Працював художник переважно в техніці туш-перо або колаж.
Роботи Даніеля Мруза легко впізнати завдяки індивідуальній творчій манері: для них характерні сюрреалізм і гротескність. На початковому етапі стиль художника складався під впливом колажів Макса Ернста. Із плином часу в його творах почала домінувати абсурдність, зумовлена тісною співпрацею з видатними письменниками С. Мрожком і С. Лемом. Проза цих популярних не лише в Польщі, а й у всьому світі авторів нерозривно поєднана з графічними роботами Мруза. На його ілюстраціях, що неодноразово повторювались у численних зарубіжних книжкових виданнях, виросло ціле покоління читачів. Твори Даніеля Мруза представлені в усіх відомих світових альманахах графіків. Його стиль прагнуть наслідувати чимало ілюстраторів.

### Даніель Мруз— театральний художник
Як сценограф Даніель Мруз співпрацював із багатьма театрами: Старим, ім. Юліуша Словацького, «Баґатела», Народним і театром Гротеску в Кракові; «Атенеум», Драматичним і Сучасним театрами у Варшаві; театром ім. Ярача в Лодзі; Сучасним і Польським театрами у Вроцлаві; Любуським театром у Зельоній Ґурі, Нижньо-Сілезьким — у Єленій Ґурі, Сілезьким — у Катовіцах; театром ім. Сольського у Тарнові, ім. Жеромського — в Кельцах, ім. Богуславського — в Калішу; театром «Заґлемба» в Сосновцу. У згаданих театрах художник створив декорації до п'єс Славоміра Мрожка, Тадеуша Ружевича, Гельмута Кайзара, Софокла, Бертольта Брехта, Стані́слава Ігна́ція Вітке́вича, Мірона Бялошевського, Яна Дрди, Вітольда Вандурського, поставлених режисерами Йозефом Шайною, Анжеєм Вітковським, Гельмутом Кайзаром, Пйотром Пясковським, Річардом Майором, Річардом Журомським, Єжи Зегальським, Анжеєм Маковецьким, Єжи Сопоцьким.

### Приватне життя
Усе своє життя Даніель Мруз прожив у Кракові, в старій частині міста. Він був одружений з Аліною Неневською (Alina Nieniewska), яка разом з ним навчалася в Академії образотворчих мистецтв і здобула фах майстра з виготовлення гобеленів. У подружжя народилася дочка Луція. Вона, як і батьки, присвятила своє життя творчій діяльності. Закінчивши Академію образотворчих мистецтв ім. Яна Матейки в Кракові (Akademia Sztuk Pięknych im. Jana Matejki w Krakowie), Луція Мруз-Райнох (Łucja Mróz-Raynoch) стала художником-графіком, а також автором анімаційних стрічок.

## Вибрані книжкові видання, ілюстровані Даніелем Мрузом
- Tu są bajki, Ludwik Jerzy Kern, 1953; II wyd. 1954
- Bajki drugie, Ludwik Jerzy Kern, 1954
- Chryzostoma Bulwiecia podróż do Ciemnogrodu, Konstanty Ildefons Gałczyński, 1954
- Satyry, Artur Maria Swinarski, 1955
- Do widzenia zwierzęta, Ludwik Jerzy Kern, 1956
- Profesor Tutka i inne opowiadania, Jerzy Szaniawski, 1956; II wyd. 1960
- Słoń, Sławomir Mrożek,1957
- Wesele w Atomicach, Sławomir Mrożek,1959
- Myśli nieuczesane, Stanisław Jerzy Lec,1959
- Łgarze pod Złotą Kotwicą, Jerzy Szaniawski, WL 1960
- Mit o świętym Jerzym, Jerzy Harasymowicz, 1960
- Fantastyczne opowieści, 1961 i WL 1975 (seria Groza i Fantastyka)
- Posłanie z Piątej Planety, Zbiór opowiadań SF, Nasza Księgarnia 1964
- Cyberiada, Stanisław Lem, WL 1965 i 1972, Verba 1990
- Wyprawa do wnętrza Ziemi, Jules Verne, Nasza Księgarnia 1959
- Powrót do Jamy, Jan Paweł Gawlik, 1961
- Wyłapuję szczęście z powietrza, Jan Stoberski, WL 1966
- Onager — zbiór opowiadań rosyjskich, WL 1967
- Miasto mojej matki, W cieniu zapomnianej olszyny, Juliusz Kaden-Bandrowski, Nasza Księgarnia, W-wa 1971
- Łowcy meteorów, Jules Verne, Instytut Wydawniczy Nasza Księgarnia 1973
- Zwierzydełka, Robert Stiller, WL 1977
- Vademecum erotomana, Jerzy Wittlin, WL 1974

- Обкладинки — зокрема: Witold Gombrowicz, Bakakaj, 1957; Jerzy Harasymowicz, Wieża melancholii, 1958; Jan Stoberski,Zwierzenia durnia, 1958; Stanisław Lem, Inwazja z Aldebarana, 1959; Antoni Słomimski, Torpeda czasu, 1967; Jan Stoberski, Będę żył dalej!, 1969.

## Здобутки та нагороди
Протягом життя митець постійно брав участь у міжнародних художніх виставках, а також мав близько десяти персональних виставок у Польщі та за кордоном. Його твори були відзначені низкою нагород, серед яких варто згадати перший приз Польського телебачення за декорації та телевізійну графіку (1968) і другий приз на виставці польської графіки та книжкових ілюстрацій у Варшаві (1956).

## Виставки
- Перша всепольська виставка художньої графіки та рисунку, Варшава, 1956
- «Символізм та сюрреалізм», виставка «Краківської групи», Краків, 1958
- Виставка «Краківської групи», Париж, 1957
- Виставка «Краківської групи», Брюссель, 1957
- Персональна виставка, галерея  «Христофори» (Krzysztofory), Краків, 1959
- Друга виставка «Краківської групи», Краків, 1960
- Персональна виставка, галерея «Майя» (Maya), Брюссель, 1964
- Персональна виставка, галерея «Христофори» (Krzysztofory), Краків, 1966
- Персональна виставка, Швеція, 1968
- Персональна виставка, галерея «Кордеґарда» (Kordegarda), Варшава, 1990
- Персональна виставка, Музей історії м. Кракова, 1992
- Персональна виставка, галерея Театру 38 (Teatru 38), Краків, 2002
- «Рисунки „Перекрою“» (Rysownicy Przekroju), виставка ілюстрацій тижневика, Крулікарня (Królikarnia), Варшава, 2004
- Персональна виставка, галерея «Стармах» (Starmach), Краків, 2010
- Персональна виставка, BWA, Єленя Ґура, 2011
- Виставка ілюстрацій Д. Мруза до творів С. Лема «Лем ілюстрований» (Lem ilustrowany), галерея книги та бібліотеки «Під атлантами» (Pod Atlantami), Валбжих, 2011
- «Даніель Мруз», Дім культури в Скалі, березень 2012
- «Малюнки Даніеля Мруза», галерея Клубу незалежної творчої діяльності «Мархолт» (Marchołt) у Катовіцах, квітень-травень 2012
- «Мруз i Лем», виставка ілюстрацій Д. Мруза до творів С. Лема, Центр дизайну в Ґдині, серпень — жовтень 2012
- «Руки Даніеля Мруза», виставка в галереї відділення графіки Академії мистецтв у Ґданську, листопад 2012
- «Актори згадують. Даніель Мруз», виставка в Музеї історії м. Кракова (будинок Іполіта), лютий — травень 2015[6]

## Монографії та фільм про Даніеля Мруза
Єжи Квятковський написав про Даніеля Мруза книгу, що вийшла друком у 1961 році. Письменник та режисер Пйотр Андреєв у 1973 році зняв короткометражний фільм «Мороз іде» (Idzie Mróz — гра слів, бо «Мруз» у перекладі з польської — мороз). Цей фільм було відзначено численними преміями.
- Daniel Mróz, Jerzy Kwiatkowski, Wydawnictwo Literackie, Kraków, 1961
- Mróz, Mrożek, Lem i inni…, Wydawnictwo Literackie, Kraków, 1988
- Idzie Mróz, film krótkometrażowy z udziałem artysty i jego prac. Daniel Mróz wykonał też plansze tytułowe do filmu. Reżyseria Piotr Andrejew, 21 min; Producent: WFO Łódź, 1973